# Dérenik Demirdjian
Dérenik Karapeti Demirdjian (ou Dérenik Demirchyan, arménien : Դերենիկ Դեմիրճյան), né le 6 février 1877 à Akhalkalaki et mort le 6 décembre 1956 à Erevan, est un écrivain, poète, traducteur et dramaturge arménien.

## Biographie
Dérenik Demirdjian naît le 6 février 1877 dans la ville d'Akhalkalaki (aujourd'hui la province de Djavakhétie, au Sud de la Géorgie).
Après avoir complété son éducation à Tbilissi, il devient membre du cercle littéraire arménien Vernatun (la chambre haute), nommé ainsi car leurs membres se rencontraient au 4e étage de la résidence du poète Hovhannès Toumanian. Demirdjian publie son premier livre en 1899.
Il étudie à l'université de Genève entre 1905 et 1909. Après quelques années à Tbilissi, il s'installe à Erevan en 1925.
Pendant les années 1920, plusieurs de ses œuvres sont produites au théâtre, notamment Nazar le Brave, une comédie à propos d'un personnage folklorique, basé sur une histoire écrite par Toumanian. Nazar le Brave fut interprété pour la première fois en 1924. Un opéra et un film (1940) furent réalisés par la suite. À partir du milieu des années 1920, Dérenik Demirdjian s'est consacré à l'écriture et la publication d'autres genres littéraires comme les histoires courtes, romans et récits pour enfants. Son œuvre la plus notable est Vardanank (parties 1 et 2, 1943-46, 2e éd., 1951), un roman patriotique dédié à la guerre de libération arménienne, qui se déroule au Ve siècle.
Il est l'auteur de Hayreni Yerkir (1939), Mesrop Mashtots (1956) et plusieurs autres.
Il est élu à l'Académie des sciences de l'Arménie soviétique en 1953.
Il était aussi connu comme traducteur du russe, ayant traduit en arménien Les Âmes mortes de Nicolas Gogol. Demirdjian continue son travail et publie jusqu'à sa mort, le 6 décembre 1956.
Dérenik Demirdjian est enterré au cimetière Tokhmakh d'Erevan.

## Hommages
Le musée Derenik-Demirdjian opère depuis 1977 à Erevan, dans la maison où l'auteur a vécu de 1929 à 1956.
En 1980, le prix de littérature Derenik Demirdjian est créé en Arménie soviétique.